# Лозина-Лозинський Олексій Костянтинович
Олексі́й Костянти́нович Лози́на-Лози́нський (рос. Алексей Константинович Лозина-Лозинский; *  20 листопада (11 грудня) 1886 — † 5 (18) листопада 1916) — російський поет, прозаїк, критик.

## Біографія
Олексій Костянтинович Лозина-Лозинський (повне прізвище — Любич-Ярмолович-Лозина-Лозинський) народився в сім'ї земських лікарів народницьких переконань. Коли Олексієві було два роки, померла мати Варвара Карлівна. Вона заразилася тифом, доглядаючи за хворими. Батько Костянтин Степанович із двома малолітніми синами переїхав у Санкт-Петербург. Він став працювати лікарем на Путиловському заводі. Через деякий час Костянтин Лозина-Лозинський одружився вдруге — з Ольгою Володимирівною Сверчковою. У новому шлюбі народилося ще троє дітей — двоє синів і донька.
Олексій, закінчивши гімназію навчався в Петербурзькому університеті. Звідти його звільнили за участь у студентських заворушеннях. Олексій зі шкільних років брав участь у революційній роботі, тричі його заарештовували. Один рік (1912—1913) Олексій Лозина-Лозинський пробув на Капрі, де зустрічався з Максимом Горьким, але симпатії між ними не виникло.
У 19 років Олексій Лозина-Лозинський позбувся ноги і ходив на протезі. Тричі робив спробу покінчити життя самогубством. Востаннє, 1916 року, прийнявши морфій і розгорнувши збірку віршів Поля Верлена, вів записи про передсмертне самопочуття аж до останніх хвилин притомності.

## Творчість
1912 року Олексій Лозина-Лозинський під псевдонімом Я. Любяр (утвореному від Любич-Ярмолович) видав три брошури своїх ранніх віршів під спільною назвою «Суперечності» (рос. «Противоречия»). На похмурі образи лірики Лозина-Лозинського звернула увагу акмеїстська критика, яка побачила «іскри поезії» та «завжди напружену думку» за невмілою версифікацією та «словесною шкаралупою».
1916 року видав збіку віршів «Тротуар» (рос. «Троттуар»). Того ж року, але вже посмертно, побачила світ збірка віршів «Благочестиві мандрівки» (рос. «Благочестивые путешествия»). Ці книги підтвердили репутацію Лозини-Лозинського як поета «поза групами».

### Видані книги
- Противоречия / Обл. П. А. Шилинговского. — СПб.: Тип. акц. о-ва тип. дела, 1912. — Перед загл. авт.: Я. Любяр. — Кн. 1: Эпикуру. — 96 с. — 1000 экз.
- Противоречия / Обл. П. А. Шилинговского. — СПб.: Тип. акц. о-ва тип. дела, 1912. — Перед загл. авт.: Я. Любяр. — Кн. 2: Мы, безумные… — 78 с.
- Противоречия / Обл. П. А. Шилинговского. — СПб.: Тип. акц. о-ва тип. дела, 1912. — Перед загл. авт.: Я. Любяр. — Кн. 3: Homa formica. — 104 с.
- Троттуар. — Пг.: Тип. М. Пивоварского, 1916. — 48 с. — 500 экз.
- Благочестные путешествия: 1. Цветы руин. 2. Море! Море! 3. Санкт-Петербург. — Пг., 1916. — 56 с. — 500 экз.